# The Red Jumpsuit Apparatus
The Red Jumpsuit Apparatus é uma banda americana de post-hardcore formada em 2003 por Ronnie Winter e Duke Kitchens. A formação inicial, formada por Ronnie Winter (vocal), Elias Reidy (guitarra e vocal de apoio), Duke Kitchens (guitarra, vocal de apoio), Joey Westwood (baixo, vocal de apoio) e John Wilkes (bateria e vocal de apoio) começou tocando em colégios da Flórida. Em 2006 lançaram o primeiro álbum,produzido por David Bendeth.

## Integrantes
- Ronnie Winter - vocalista
- Duke Kitchens - guitarra, piano
- Elias Reidy - guitarra
- Joey Westwood - baixo
- Jon Wilkes - bateria